# Никола Димитров (дипломат)
Вижте пояснителната страница за други личности с името Никола Димитров.
Никола Димитров Димитров е високопоставен дипломат от Северна Македония. Димитров заема редица отговорни дипломатически постове. Избран е за министър на външните работи на Република Македония (дн. Република Северна Македония) в първото правителство на Зоран Заев (2017-2020). От 30 август 2020 г. е вицепремиер отговарящ за европейските въпроси на Република Северна Македония във второто правителство на Зоран Заев.

## Биография
Роден е на 30 септември 1972 г. в Скопие в семейството на Димитър и Радка Димитрови, популярни лица свързани с ВМРО-ДПМНЕ. Чичо му Мице Димитров е виден народен певец.
Никола Димитров завършва право в Скопския университет през 1996 г. След дипломирането си до 2000 г. е служител в министерството на външните работи на Република Македония. Междувременно през 1997-1998 г. завършва магистърска степен по право в Кралския Колеж на Кембриджкия университет.
От март 2000 г. до октомври същата година е заместник-министър на външните работи. От октомври 2000 г. до ноември 2001 г. е съветник по националната сигурност на президента Борис Трайковски. Първото му голямо посланическо назначение e за посланик на Република Македония в САЩ, на 13 декември 2001 г. връчва акредитивните си писма. В същото време когато е назначен за посланик в САЩ, баща му Димитър Димитров оглавява дипломатическата мисия на Република Македония в Москва. На 13 декември 2004 г., по време на дипломатическия мандат на Никола Димитров като посланик на Република Македония във Вашингтон, САЩ признават Република Македония под конституционното ѝ име, което е голям дипломатически успех за страната. През март 2006 г. мандатът му във Вашингтон изтича.
През 2006 г. е избран от президента Бранко Цървенковски и премиера Владо Бучковски за преговарящ от страна на Република Македония в преговорите с Гърция за разрешаване на спора за името на държавата Македония. След спорове между министър-председателя Груевски и президента Цървенковски е отстранен от позицията главен преговарящ на 4 ноември 2008 г., заменен е същия месец от Зоран Йолевски.
След завръщането си от дипломатическата мисия в САЩ заема множество позиции, сред които:
- национален координатор за интегрирането в НАТО на Република Македония (март 2006-октомври 2009);
- представляващ Република Македония пред Международния съд към ООН (март 2006-декември 2008);
- председателстващ работната група за национална стратегия по сигурността (февруари–декември 2007 г.);
- съветник по националната сигурост на премиера Никола Груевски (юли 2007–януари 2008 г.);
- на 24 август 2007 г. е назначен за специален представител на македонското правителство за европейски и евро-атлантически интеграции в Брюксел за период от шест месеца (до февруари 2008 г.).[1]

На 8 октомври 2009 г. е назначен за извънреден и пълномощен посланик на Република Македония в Кралство Нидерландия и от 28 октомври поема поста, където служи до 2014 г. В това време съвместява и позицията на постоянен представвител на Република Македония при Организацията за забрана на химическото оръжие.
От 31 май 2017 г. е министър на външните работи на Република Македония в правителството на Зоран Заев.

## Семейство
От първия си брак Димитров има една дъщеря – Яна. С втората си съпруга Наташа имат двама сина – Марко и Калин.